# إنيغرلوه
انيغرلوه (بالألمانية: Ennigerloh) هي بلدة ألمانية تقع في ألمانيا في فارندورف.

## المدن التوأمة
مدن كامنيك، Lessay و اغزين هي مدن توأمة لـانيغرلوه.

## أعلام
- إيدا فون ناغل